# Zygmunt Mieszkowski
Zygmunt Mieszkowski (ur. 9 lutego 1917 w Moskwie, zm. 1 października 1987 w Krakowie) – polski architekt, docent doktor habilitowany inżynier, wykładowca akademicki.

## Życiorys
W 1948 ukończył studia na Wydziale Architektury Politechniki Krakowskiej, w 1962 obronił doktorat, a w 1976 habilitował się. Zajmował się teorią architektury, a szczególnie zasadami projektowania uwzględniającymi człowieka jako podmiot kształtowania architektonicznego uwzględniającego jego potrzeby biologiczne. Tworzył opinie i recenzje naukowe, był autorem skryptów i podręczników. Opracował program przedmiotu "Projektowanie wstępne" oraz zorganizował zespół, który realizował go w latach 1978–1988. Zygmunt Mieszkowski był promotorem i recenzentem kilkudziesięciu prac magisterskich i doktoratów, uczestniczył w opracowywaniu programów i metodologii studiów na Wydziałach Architektury Politechniki Krakowskiej i Politechniki Śląskiej. W latach 1984–1986 był prodziekanem Wydziału Architektury Politechniki Śląskiej, w 1988 przeszedł na emeryturę. Członek SARP, Komisji Urbanistyki i Architektury Krakowskiego i Katowickiego Oddziału Polskiej Akademii Nauk.

## Wybrane publikacje
- Ogólne elementy projektowania (1958);
- Mieszkanie – elementy i układy przestrzenne (1969);
- Elementy projektowania architektonicznego (1973);
- Mieszkanie – elementy i zespoły (1974).

## Odznaczenia
- Złoty Krzyż Zasługi,
- Krzyż Kawalerski Orderu Odrodzenia Polski,
- Odznaka 1000-lecia Państwa Polskiego,
- nagrody Ministra Nauki, Szkolnictwa Wyższego i Techniki za działalność dydaktyczną,
- nagrody rektory za działalność dydaktyczną, naukową i społeczną w Politechnice Krakowskiej i Politechnice Śląskiej.